# Игнатюк, Лука Емельянович
Лука́ Емелья́нович Игнатю́к (18 октября 1877 — после 1917) — член IV Государственной думы от Волынской губернии, крестьянин.

## Биография
Православный, крестьянин села Людвище Борецкой волости Кременецкого уезда.
Окончил церковно-приходскую школу. Воинскую повинность отбывал в 16-м гренадерском Мингрельском полку, вышел в запас младшим унтер-офицером.
Занимался земледелием (3 десятины надельной и 6 десятин приобретенной земли). Состоял сельским старостой и кассиром кредитного товарищества. Был членом Союза русского народа.
В 1912 году был избран членом Государственной думы от Волынской губернии. Входил во фракцию правых, после её раскола в ноябре 1916 — в группу независимых правых во главе с князем Б. А. Голицыным. Состоял членом комиссий: распорядительной, о путях сообщения и по судебным реформам.
В дни Февральской революции вернулся в Петроград из отпуска, затем вновь выехал на родину.
Судьба после 1917 года неизвестна. Был женат, имел четверых детей.